# 原榮里子
原榮里子（日语：／ Hara Eriko，1959年11月1日—），日本女性配音員、演員。出身於東京都。Beffect所屬。身高155cm。A型血。

## 經歷
原榮里子還是幼兒園的學生時，鄰居的一位女士帶她到女演員樫山文枝的家裡，問她「為什麼不嘗試當童星」，這也是她決定成為兒童演員的原因之一。日本大學櫻丘高等學校2年級時，她參加了電影《大飯桶》的公開選角，並成功獲得演出。師從演員市原悅子。高中畢業後，為了全面投入演藝圈，她經歷了幾次試鏡。以電影《啊，野麥峠》第二次獲得電影演出。另一方面，她在TBS的天氣預報姐姐和《One Two Jump！》的試鏡上未能獲得亞軍。然而，TBS的一位導演對此感到可惜，就聘請她參與多項活動。之後，她在朝日電視台連續劇的新人演員招募中通過了，從而得以在電視劇出道，但她向長期合作的TBS導演諮詢時，導演告訴她「請不要在TBS以外的地方出道」。之後，為了成為配音員，她就讀於東京廣播學院廣播配音系，1982年3月從同一學校畢業後，成為Voice Arts的成員，隨後加入番眾Production。
1982年，原榮里子以《逆轉一發人》（飾演放夢蘭）嶄露頭角。同年憑藉《心跳今夜》（飾演江藤蘭）首次獲得主演。此後，直到1990年代初，她主要從事配音工作。有一段時間以的名義活動。
在為俳優小劇場、劇團愛麗絲的茶會代表、Production baobab、賢Production、CSR Corporation、自由身、青二Production工作後，她於2007年6月離開了原來所屬的ARTSVISION，成為自由身。她也是桐朋學園藝術短期大學和綜合學院人文學院澀谷分校的講師。繼續為《麵包超人》（飾演平吉）配音。2010年8月，在參與白無垢之鬼等戲劇活動的同時，也擔任配音訓練學校「SVAA」和「RAMS Professional Education」的講師。截至2021年，她目前在株式會社Uncut營運的演員和藝人培訓學校「Green Road」擔任講師。也擔任代代木動畫學院札幌學校的特聘講師。
2020年，當她得知自己也是粉絲的《本田小狼與我》動畫改編的消息後，作為本身配音出道以來，首次向製作方推銷自己，並獲得班級導師的角色。
2021年5月14日，她與Beefect建立商業夥伴關係後，同年11月19日正式隸屬於該公司。

## 人物
其藝名是由市原悅子賦予的一個名字。市原悅子因為出演《漫畫日本昔話》而參加了動畫試鏡，並作為配音員首次亮相。
她以扮演歡快的女性角色而聞名。
她的父親是一名旅館老闆，原榮里子是他唯一的女兒。私生活方面，她有一個女兒，至今仍與她住在一起。
興趣：高爾夫、開車、潛水。身高155cm。體重43kg。B82cm、W60cm、H83cm。鞋號：23cm（2013年Alphaone Plantation時期的資料）。2021年現在所屬Beffect公開資料的興趣是騎乘Super Cub的摩托車旅遊、旅行、露營。
30歳時重型機車執照。2018年開始騎乘本田Super Cub（Little Cub 88cc），截至2021年，她擁有Super Cub 110（JA44型）。而且透過Facebook，Cub的車友數量有所增加。
在決定出演《本田小狼與我》之後，她開設了自己的Twitter帳號。並與演出同一部作品的夜道雪、七瀨彩夏進行了摩托車旅行。

## 演出
粗體字表示主要角色。

### 電視動畫
1982年
- 逆轉一發人（日语：逆転イッパツマン）（1982年—1983年，放夢蘭[25]）
- 衝鋒勝平（日语：ダッシュ勝平）（女學生C）
- 心跳今夜（1982年—1983年，江藤蘭世）
- 魔法公主 明琪桃子（日语：魔法のプリンセス ミンキーモモ）（羅絲瑪莉、拉拉、恰可、菲爾莉）

1983年
- 銀河漂流拜法姆（1983年—1998年，夏蓉·帕布林[26]、格莉妲·杜波兒）2系列
- 超時空世紀歐卡斯（雪莉）
- Pure島的朋友們（日语：ピュア島の仲間たち）
- 魔法天使奶油麻美
- 咪姆多彩夢幻之旅（麻里〈第2代〉）

1984年
- 勝利女排（日语：アタッカーYOU!）（歐姬）
- 玻璃假面 (1984年版)（麻江）[注 2]
- 宇宙防衛隊PJ（日语：銀河パトロールPJ）（普緹[27]）
- 太古巨魔神（日语：ゴッドマジンガー）（瑪多瑪[28]）
- 重戰機L-Gaim（美山·艾斯飛[29]）
- 超力機器人 卡拉特（日语：超力ロボ ガラット）（1984年—1985年，帕緹格[30]）
- 神奇無尾熊（日语：ふしぎなコアラブリンキー）（母企鵝）

1985年
- 蒼藍流星SPT雷茲納（1983年—1986年，玲[31]、福蓉[32]、電腦、安娜的母親）
- 拜託了！薩米亞丼（日语：おねがい!サミアどん）
- 怪貓豬油糕（日语：オヨネコぶーにゃん）
- 哆啦A夢 (大山羨代版)（1985年—1986年，女孩子B、女孩子A）
- 高爾夫頑童猿丸（1985年—1988年，猿谷小丸[33]、大岩綠）

1986年
- 甜蜜公主（苦汁公主）
- 宇宙船人馬座（日语：宇宙船サジタリウス）（卡琳[34]）
- 機動戰士鋼彈ZZ（1986年—1987年，艾露·畢亞諾（日语：ガンダム・チーム#エル・ビアンノ）[35]）

1987年
- 橙路（1987年—1988年，檜山光[36]）

1988年
- 超能力魔美（1988年—1989年，美枝子、可南子）
- 美味大挑戰（1988年—1992年，仲居A、友人A、臨時演員B、飯村敏子）
- 城市獵人2（莎莉娜）
- 新高爾夫頑童猿丸（猿谷小丸）
- 麵包超人（1988年—2024年，平吉〈第5代、第8代〉、焗烤妹妹、蜂蜜小子、小雛妹妹、紅椒妹妹、糖果公主〈第2代〉、布丁妹妹〈代演〉、高麗菜超人 等）
- 甜蜜小天使 (1988年版)（禮子）
- 魔神英雄傳（櫻花、雪）

1989年
- 昆蟲物語 孤兒哈奇 (重製版)（莎莉）
- 比利犬商會（日语：ビリ犬）（光）
- 魔動王Granzort（新聞主播、女警、哈比[37]、奈瑞、艾莉）
- YAWARA！（1989年—1990年，和美、女孩B）

1990年
- 西瓜皮先生（佳代子小姐〈代演〉、田中的太太）
- 大耳鼠（美智子、PIYOPIYO B、翻譯機）
- 神通小精靈（塔魯魯托的媽媽〈初代〉）
- 守護神哈特（日语：まじかるハット）
- 魔法使莎莉 (1989年版)（1990年—1991年，花之精靈拉拉、母親、美鈴老師）
- 魔神英雄傳2（費安瑟）

1991年
- 淘氣的雙胞胎 克萊爾學院物語（日语：おちゃめなふたご クレア学院物語）（伊莎貝爾·蘇利文[38]）
- 金魚注意報（牛美）
- 奇天烈大百科（1991年—1996年，女性廣播、吉田老師、主持人）
- 蓋特機器人號（李富梅[39]）
- 閃電霹靂車（記者）
- 太陽勇者（班級導師）
- 21衛門（加托米克的妻子）
- 校園七大不可思議神秘事件（日语：ハイスクールミステリー学園七不思議）（東尾街子、加賀美葉子）

1992年
- 元氣爆發伏魔金剛（英語老師）
- 小小男子漢（荒井理香〈初代〉）
- 美少女戰士（1992年—1996年，妖魔姆利德、尼帕、烏德林、宇奈月、蛇花比子、泡泡女兒、水手鐵老鼠）5系列

1993年
- GS美神（新幹線之心）
- 灌籃高手（彩子[40]）
- 家有賤龍（御殿場蘭華[41]）
- 勇者特急隊（旋風寺留理子）

1995年
- 黃金勇者合體（緹美拉斯）

1998年
- 守護月天！（愛原花織）
- 蠟筆小新（源基）

1999年
- 金田一少年之事件簿（中田娟代）
- 週刊故事樂園（日语：週刊ストーリーランド）（洋子）

2009年
- 森林大帝 -勇氣能改變未來-（鼴鼠）

2021年
- 本田小狼與我（班級導師[42]）

2022年
- 骸骨騎士大人異世界冒險中（女將）

2024年
- 王者天下（離眼的老婆）

2025年
- BanG Dream！Ave Mujica（勝浦）

### 電影動畫
1986年
- 高爾夫球頑童猿丸：超級高爾夫世界的挑戰（猿谷小丸）

1987年
- 高爾夫頑童猿丸：甲賀秘境！影之忍法高爾夫晉見！（猿谷小丸）

1988年
- 橙路：但願回到過去（檜山光）
- 哆啦A夢：大雄的平行西遊記（公主）

1989年
- 金星戰記（日语：ヴイナス戦記）（蘇）
- 機動戰士SD鋼彈：逆襲狂風暴雨的學園祭（日语：機動戦士SDガンダム）（艾瑪莉）
- 橙路 Mogitate Special（檜山光）

1991年
- 麵包超人：飛呀！飛呀！小小龍（日语：それいけ!アンパンマン とべ! とべ! ちびごん）（平吉[43]）

1992年
- 麵包超人：積木城的秘密（日语：それいけ!アンパンマン つみき城のひみつ）（平吉[44]）

1994年
- 劇場版 灌籃高手（日语：スラムダンク (1994年の映画)）（彩子[45]）
- 灌籃高手：稱霸全國！櫻木花道（日语：スラムダンク 全国制覇だ! 桜木花道）（彩子[46]）

1995年
- 灌籃高手：湘北最大的危機！燃起鬥志的櫻木花道（日语：スラムダンク 湘北最大の危機! 燃えろ桜木花道）（彩子[47]）
- 灌籃高手：咆哮籃球員靈魂！花道和流川的灼熱夏季（日语：スラムダンク 吠えろバスケットマン魂!! 花道と流川の熱き夏）（彩子[48]）
- 麵包超人：打倒幽靈船!!（日语：それいけ!アンパンマン ゆうれい船をやっつけろ!!）（平吉[49]）

1996年
- 新橙路：接著，那個夏天的開始（檜山光）
- 麵包超人：飛行繪本與玻璃鞋（日语：それいけ!アンパンマン 空とぶ絵本とガラスの靴）（平吉[50]）

1997年
- 麵包超人：彩虹金字塔（日语：それいけ!アンパンマン 虹のピラミッド）（平吉）
- 麵包超人：我們是英雄（日语：それいけ!アンパンマン 虹のピラミッド#それいけ!アンパンマン ぼくらはヒーロー）（平吉）

1998年
- 麵包超人：將雙手舉向太陽（日语：それいけ!アンパンマン てのひらを太陽に）（平吉）

1999年
- 麵包超人：當勇氣之花朵綻放時（日语：それいけ!アンパンマン 勇気の花がひらくとき）（平吉）

2000年
- 麵包超人：人魚公主的眼淚（日语：それいけ!アンパンマン 人魚姫のなみだ）（平吉）

2001年
- 麵包超人：垃圾獸之星（日语：それいけ!アンパンマン ゴミラの星）（平吉[51]）
- 麵包超人：怪傑青蔥人與炒麵麵包小子（日语：それいけ!アンパンマン ゴミラの星#それいけ!アンパンマン 怪傑ナガネギマンとやきそばパンマン）（紅椒妹妹）

2002年
- 麵包超人：螺旋與夢拉浮雲城的秘密（日语：それいけ!アンパンマン ロールとローラ うきぐも城のひみつ）（平吉）

2003年
- 麵包超人：紅寶的願望（日语：それいけ!アンパンマン ルビーの願い）（平吉）

2004年
- 麵包超人：夢貓王國的喵咪（日语：それいけ!アンパンマン 夢猫の国のニャニイ）（平吉）

2005年
- 麵包超人：哈比的大冒險（日语：それいけ!アンパンマン ハピーの大冒険）（平吉）

2006年
- 麵包超人：生命之星朵莉（日语：それいけ!アンパンマン いのちの星のドーリィ）（平吉[52]）

2007年
- 麵包超人：玻露的泡泡球（平吉）

2008年
- 麵包超人：妖精琳琳的秘密（平吉）
- 麵包超人：出差出差出差錯博士與細菌細菌細菌人（平吉）

2009年
- 麵包超人：達旦旦和雙子星（日语：それいけ!アンパンマン だだんだんとふたごの星）（平吉）
- 麵包超人：細菌人vs細菌人!?（日语：それいけ!アンパンマン だだんだんとふたごの星#それいけ!アンパンマン ばいきんまんvsバイキンマン!?）（平吉）

2010年
- 麵包超人：黑鼻子與魔法之歌（日语：それいけ!アンパンマン ブラックノーズと魔法の歌）（平吉）

2011年
- 麵包超人：可可林與奇跡之星大救援（日语：それいけ!アンパンマン すくえ! ココリンと奇跡の星）（平吉）

2012年
- 麵包超人：復活吧香蕉島（平吉）

2014年
- 麵包超人：玩得開心當起媽媽的藍精靈!?（日语：それいけ!アンパンマン りんごぼうやとみんなの願い#それいけ!アンパンマン たのしくてあそび ママになったコキンちゃん!?）（平吉）
- 麵包超人：蘋果小子和大家的願望（日语：それいけ!アンパンマン りんごぼうやとみんなの願い）（平吉）

2015年
- 麵包超人：咪嘉和魔法神燈（日语：それいけ!アンパンマン ミージャと魔法のランプ）（平吉）

2017年
- 麵包超人：布魯布魯的尋寶大冒險！（日语：それいけ!アンパンマン ブルブルの宝探し大冒険!）（平吉）

2018年
- 麵包超人：閃耀吧！庫倫與生命之星（日语：それいけ!アンパンマン かがやけ!クルンといのちの星）（平吉）

2019年
- 麵包超人：閃爍吧！冰之國的香草公主（日语：それいけ!アンパンマン きらめけ!アイスの国のバニラ姫）（平吉）

2021年
- 麵包超人：軟綿綿與雲之國（平吉）

2022年
- 麵包超人：多洛林與妖怪嘉年華（平吉）

2025年
- 麵包超人：小水滴的英雄！（日语：それいけ!アンパンマン チャポンのヒーロー!）（平吉）

### OVA
1984年
- 銀河漂流拜法姆：來自卡特里亞的信（夏蓉·帕布林[53]）
- 銀河漂流拜法姆：13人齊聚一堂（夏蓉·帕布林[53]）

1985年
- 銀河漂流拜法姆：失蹤的12人（夏蓉·帕布林[53]）
- 銀河漂流拜法姆：“凱特的記憶”淚水奪回作戰!!（夏蓉·帕布林[53]、杜波依斯）

1986年
- Wanna-Be's（日语：ウォナビーズ）（森田美紀）
- RHEA GALL FORCE（日语：ガルフォース）（帕緹）

1988年
- 機動戰士SD鋼彈（日语：機動戦士SDガンダム）（艾爾、邱貝雷）
- 瓦特·波與我們的物語（日语：ワット・ポーとぼくらのお話）（塞勒涅）

1989年
- SD鋼彈外傳（賽菈）
- 橙路 (第1期)（檜山光）2作品
- 超獸機神斷空我 白熱之終章（瑪爾特）
- RHEA GALL FORCE（日语：ガルフォース）（梅樂蒂）
- 鎧傳外傳（露納）

1990年
- 加杜林（日语：ガデュリン）（法納）
- 機動戰士SD鋼彈MARK-III（日语：機動戦士SDガンダム）（羅莎米爾、沙菈、米奈巴、蠻魔蠻魔）
- 妙齡女大亨（日语：クレオパトラD.C.）（緹娜·巴達姆）
- 搞怪拍檔 謀略的005航班（薩爾宇宙港機場廣播）
- 多美卡未來緊急隊地球指揮官（日语：トミカ未来緊急隊アースコマンダー）（亞紀）
- YJ版檸檬天使（日语：レモンエンジェル (漫画)）（澤江）

1991年
- 橙路 (第3期)（檜山光）2作品
- 星屑樂園（日语：星くずパラダイス）（結城里奈）
- 魔獸戰士露娜·華爾格（日语：魔獣戦士ルナ・ヴァルガー）（莉露）

1992年
- 亂跑大戰！基因組獎盃（日语：スクランブル・ウォーズ 突走れ!ゲノムトロフィーラリー）（帕緹、梅樂蒂）

1999年
- 銀河少女警察 The Animation（瑪薇爾）

### 遊戲
1991年
- 英雄傳說（蘇妮雅）[注 3]
- 地獄火S（時津悠）

1992年
- 英雄傳說II（蘇妮雅）[注 3]

1993年
- 閃耀的御宅星座 IN ANOTHER WORLD（日语：おたくの星座）（楊）

1997年
- 超級機器人大戰F／F 完結篇（1997年—1998年，艾露·畢亞諾（日语：ガンダム・チーム#エル・ビアンノ）、美山·艾斯飛）2作品
- 天外魔境 第四默示錄（日语：天外魔境 第四の黙示録）（諾瑪·讓）
- 龍騎士4（潘朵拉）[注 4]

1998年
- 天仙娘娘 ～劇場版～（赤貧公主）

1999年
- SD鋼彈 G世代（1999年—2016年，艾露·畢亞諾、蕾拉·拉傑爾（日语：機動戦士ガンダム シルエットフォーミュラ91#レイラ・ラギオール））9作品[系列 1]
- 超級機器人大戰系列（1999年—2019年，艾露·畢亞諾）11作品[系列 2]

2002年
- 異域傳說首部曲 ［權力意志］（日语：ゼノサーガ エピソードI［力への意志］）（佩萊格林）

2004年
- 超級機器人大戰GC（日语：スーパーロボット大戦GC）／XO（2004年—2006年，艾露·畢亞諾、玲）2作品
- 異域傳說二部曲［善惡的彼岸］（日语：ゼノサーガ エピソードII［善悪の彼岸］）（佩萊格林）
- 異域傳說Freaks（日语：ゼノサーガ フリークス）（佩萊格林）

2005年
- Another Century's Episode（玲）

2006年
- Another Century's Episode 2（玲）
- 異域傳說I·II（日语：ゼノサーガI・II）（佩萊格林）
- 異域傳說三部曲［查拉圖斯特拉如是說］（日语：ゼノサーガ エピソードIII［ツァラトゥストラはかく語りき］）（佩萊格林）
- 魔界戰記迪斯凱亞2（媽媽）

2007年
- 鋼彈無雙（艾露·畢亞諾）

2008年
- 鋼彈無雙2（艾露·畢亞諾）
- 高爾夫頑童猿丸（猿谷小丸）

2010年
- 鋼彈無雙3（艾露·畢亞諾）

2011年
- Another Century's Episode Portable（玲）

2013年
- 超級機器人大戰Operation Extend（玲）

2014年
- 機動戰士鋼彈 極限VS.（日语：機動戦士ガンダム エクストリームバーサス）（2014年—2016年，艾露·畢亞諾）4作品[系列 3]

2019年
- 超級機器人大戰DD（2019年—2023年，玲）

2023年
- 機動戰士鋼彈 兵工廠基地（日语：機動戦士ガンダム アーセナルベース）（艾露·畢亞諾）
- 伊蘇X（日语：イースX）（科琳娜）

### 廣播劇CD
- Audio RPG 超龍戰記超龍騎士（日语：超龍戦記ザウロスナイト）（奇可、阿爾帕緹）
- 機動戰士SD鋼彈（日语：機動戦士SDガンダム） animate卡式錄音帶精選（旁白）
- 銀河漂流拜法姆 「週五劇場」賈納斯愛的航海日誌…我覺得我是主角了（夏蓉·帕布林）
- 極道君漫遊記（日语：ゴクドーくん漫遊記）外傳（克萊兒修女）
- 異域傳說OUTER FILE Vol.1—2（佩萊格林）
- 星屑樂園2（日语：星くずパラダイス） ～寶船歌謠大全～（結城里奈、結城靜香）
- 星屑樂園 STARDUST MEMORY SERIES 5 魔髮少女Kiss♥（結城里奈）

### 外語配音

#### 電影
- 變形博士（瑪格麗特·傑瑟普〈茱兒·芭莉摩〉）※朝日電視台版。
- 鬼馬雙星
- 魔鬼剋星
- 小精靈2（凱特〈菲比·凱茨〉）
- 災難水世界2（英语：Piranha II: The Spawning）（艾莉森）
- 殺手壕

#### 電視影集
- 霹靂遊俠（瑪麗·貝絲·伯恩斯、第2季：辛蒂·馬特森、第4季：南茜·馬斯登）

#### 動畫
- 米老鼠與唐老鴨（米老鼠、旁白 等）
- 忍者龜 (1987年東京電視台版)（1987年，奧瑪〈初代日語配音／珍妮佛·達林（英语：Jennifer Darling）〉）※東和視頻版。

### 電視節目
- （玩具單元的宣傳影像主持人）
- 元祖整人照相機（日语：元祖どっきりカメラ）（主持人）
- 獨家！女人的60分（日语：独占!女の60分）（攻擊者）
- 七賢者的戰略（日语：バリキン7 賢者の戦略）（旁白）

### 電視劇
- 向太陽怒吼！（日语：太陽にほえろ!） 第486話（1981年，女招待員）
- 電光超人古立特（1993年—1994年，廣播）

### 其它
- 營團地下鐵 車掌廣播（東京都會民營化之前）
- MF文庫J《義妹生活》漫畫版 有聲漫畫 第1話（綾瀨亞季子）

## 腳註

## 外部連結
- （日語）—原榮里子的官方個人部落格。
- 原榮里子｜Beffect （日語）
- 原榮里子｜Alphaone Plantation （日語）
- 原榮里子的X（前Twitter） （日語）
- YouTube上的頻道 （日語）
- 原榮里子 （日語）—Talent Date Bank
- 原榮里子 （日語）—日本藝人名鑑（日语：日本タレント名鑑）
- 原榮里子 （日語）—MOVIE WALKER PRESS（日语：MOVIE WALKER PRESS）
- 原榮里子 （日語）—allcinema（日语：allcinema）